# Società Nazionale di Salvamento
Die Società Nazionale di Salvamento (dt.: Nationale Rettungsgesellschaft) ist eine gemeinnützige, nichtstaatliche Seenotrettungsorganisation in Italien mit Sitz in Genua.

## Aufgaben und Organisation
Die SNS übernimmt an Stränden und in Küstennähe sowie auf Binnengewässern Rettungsaufgaben und bildet als Guardia Costiera Ausiliaria (dt. „Hilfsküstenwache“) eine bedeutende Ergänzung der staatlichen Küstenwache. Im Gegensatz zur Küstenwache verfügt die SNS nur über kleine Boote. Die Rettungsschwimmer der SNS sind wie die der Federazione Italiana Nuoto (Salvamento) und ähnlicher Wasserrettungsorganisationen an zahlreichen italienischen Stränden präsent. Die Gesellschaft hat insgesamt etwa 65.000 Mitglieder, die in über 200 Sektionen organisiert sind. Sie finanziert sich durch Mitgliedsbeiträge, Spenden von Privatleuten und Zuwendungen öffentlicher Stellen. Die SNS ist in den italienischen Zivilschutz eingebunden und Mitglied der International Maritime Rescue Federation.

## Geschichte
Die Gesellschaft wurde am 30. Juli 1871 in Genua (Ligurien) als Società Ligure di Soccorso ai Sommersi (dt.: „Ligurische Gesellschaft zur Rettung Schiffbrüchiger“) gegründet und kurz danach in Società Ligure di Salvamento umbenannt. Neben der Seenotrettung gab man unter anderem auch Schwimmkurse und unterstützte bedürftige Familien ertrunkener Seeleute. Die Gesellschaft erlebte in kürzester Zeit einen großen Zulauf von Freiwilligen aller gesellschaftlichen Schichten. 1874 wurde der italienische König ihr Ehrenvorsitzender. 1876 organisierte sie in Genua den  ersten internationalen Kongress vergleichbarer Institutionen. Ab 1918 übernahm die Gesellschaft die Ausbildung und Prüfung von Rettungsschwimmern aus ganz Italien und richtete dann schrittweise im ganzen Land Sektionen ein. Im Jahr 1997 erfolgte die Eingliederung als Freiwilligenorganisation in den italienischen Zivilschutz.